# Cessna T-37
Die Cessna T-37 Tweet ist ein unterschallschnelles zweistrahliges Schulflugzeug, das von vielen Luftstreitkräften genutzt wird. Dazu gehörte bis 2009 auch die deutsche Luftwaffe. Die zwei Sitze der Maschine sind nebeneinander angeordnet, was dem Fluglehrer ermöglicht, dem Schüler „auf die Hände zu schauen“ und eventuelle Fehler direkt anzusprechen.

## Geschichte
Die Tweet wurde Anfang der 1950er-Jahre entwickelt und gewann im Dezember 1952 als Cessna Modell 318 die im Frühjahr 1952 herausgegebene Ausschreibung der United States Air Force (USAF) für ein neues Schulflugzeug. Bei diesem stellten nicht weniger als acht Firmen insgesamt fünfzehn Entwürfe vor. Man bestellte bei Cessna drei Prototypen XT-37, deren erste Maschine am 12. Oktober 1954 in Wichita mit Testpilot Bob Hagan an Bord ihren Erstflug hatte. Nach elf Vorserienmaschinen T-37 wurde Mitte 1955 die erste von 524 gebauten Serienmaschinen des Typs T-37A fertiggestellt, welche am 27. September zu ihrem Jungfernflug abhob. Im September 1956 wurde das Flugzeug offiziell als Ersatz für die T-34 Mentor in der USAF in Dienst gestellt und 1957 die Ausbildung von Kadetten auf ihr begonnen.
Die USAF bestellte 444 T-37, die bis 1959 ausgeliefert waren. 1957 versuchte die Air Force, die T-37 auch für Kampfaufgaben umzurüsten, entschied sich jedoch dann für die Grumman OV-1 Mohawk.
Die USAF war mit der T-37A zufrieden, doch sie war untermotorisiert. Deshalb wurde die T-37B entwickelt, die mit den neuen Continental J69-T-25 über 10 % mehr Schub verfügte. Außerdem wurde die Avionik überarbeitet.
Von 1959 bis 1973 wurden 552 T-37B gebaut und die vorhandenen T-37A zu solchen aufgerüstet (466 neu gebaut, der Rest umgerüstet).
Weder die T-37A noch die T-37B hatten Waffensysteme oder externe Waffenpylone. Cessna begann 1961 mit der Entwicklung der T-37C, einer Exportversion mit 650 kg höherer Startmasse, die für leichte Angriffsaufgaben konstruiert war. Von dieser mit Visier und zwei Außenlaststationen für je 155 kg (z. B. Behälter für 12,7-mm-MG oder Raketen) ausgerüsteten Maschine wurden dann insgesamt 269 Stück gebaut.
Auf Basis der Zellen von T-37B/C entstanden auch die beiden Prototypen YAT-37D der A-37, die am 23. Oktober 1963 ihren Erstflug hatte und eine leichte Kampfversion des Flugzeugs darstellt.
1986 wurde eine komplette Überarbeitung der T-37 (T-48 genannt) mit modernem Cockpit und neuen Triebwerken (Garret-F109) vorgeschlagen, was aber nicht weiterverfolgt wurde. Nach über 50 Jahren wurden die letzten sieben Maschinen T-37B am 31. Juli 2009 auf der Sheppard Air Force Base in Texas offiziell außer Dienst gestellt.
Insgesamt wurden 1.272 Maschinen der verschiedene Versionen der T-37 (einschließlich Prototypen) gebaut.

## Produktion
Das Flugzeug wurde auch im Rahmen des Military Aid Program (MAP) an befreundete Nationen geliefert.
Abnahme der T-37 durch die USAF: 
| Version        | 1954 | 1955 | 1956 | 1957 | 1958 | 1959 | 1960 | 1961 | 1962 | 1963 | 1964 | 1965 | 1966 | 1967 | 1968 | 1969 | 1970 | 1971 | 1972 | 1973 | 1974 | 1975 | 1976 | 1977 | SUMME |
| -------------- | ---- | ---- | ---- | ---- | ---- | ---- | ---- | ---- | ---- | ---- | ---- | ---- | ---- | ---- | ---- | ---- | ---- | ---- | ---- | ---- | ---- | ---- | ---- | ---- | ----- |
| XT-37          | 2    | 1    |      |      |      |      |      |      |      |      |      |      |      |      |      |      |      |      |      |      |      |      |      |      | 2     |
| Static Test    |      |      | 1    |      |      |      |      |      |      |      |      |      |      |      |      |      |      |      |      |      |      |      |      |      | 1     |
| T-37A          |      | 2    | 15   | 90   | 156  | 150  |      |      |      |      |      |      |      |      |      |      |      |      |      |      |      |      |      |      | 413   |
| T-37B          |      |      |      |      |      | 30   | 146  | 82   | 7    |      | 14   | 44   |      |      | 84   | 77   | 5    |      |      |      |      |      |      |      | 489   |
| T-37C          |      |      |      |      |      |      |      |      |      | 4    |      |      |      |      |      |      |      |      |      |      |      |      |      |      | 4     |
| T-37C MASF     |      |      |      |      |      |      |      |      |      |      |      |      |      |      | 6    |      |      |      |      |      |      |      |      |      | 6     |
| T-37B MAP      |      |      |      |      |      |      |      |      | 40   | 24   |      |      |      |      | 5    |      |      |      |      |      |      |      |      |      | 69    |
| T-37B Germany  |      |      |      |      |      |      |      |      |      |      |      |      | 14   | 33   |      |      |      |      |      |      |      |      |      |      | 47    |
| T-37C MAP      |      |      |      |      |      |      |      |      | 4    | 24   | 34   |      | 30   |      |      |      |      | 2    | 3    | 11   |      | 11   |      |      | 119   |
| T-37C Peru     |      |      |      |      |      |      |      |      |      |      |      |      |      | 6    |      |      |      |      |      |      |      |      |      |      | 6     |
| T-37C Chile    |      |      |      |      |      |      |      |      |      |      |      |      | 4    |      |      |      |      |      |      |      |      |      |      |      | 4     |
| T-37C Pakistan |      |      |      |      |      |      |      |      |      |      |      |      |      |      | 5    | 1    | 5    |      |      |      |      |      |      | 7    | 18    |
| SUMME          | 2    | 3    | 16   | 90   | 156  | 180  | 146  | 82   | 51   | 48   | 48   | 48   | 48   | 44   | 89   | 78   | 16   | 2    | 3    | 11   | 0    | 11   | 0    | 7    | 1175  |

## Bewertung
Sowohl Trainer als auch Schüler bezeichnen die T-37 als gutes und robustes Schulflugzeug. Es ist einfach zu fliegen und die meisten klassischen Flugmanöver lassen sich mit ihr üben. Die nebeneinander angeordneten (Schleuder-)Sitze erlauben dem Fluglehrer einen guten Blick auf seinen Schüler und die zwei Triebwerke bieten zusätzliche Sicherheit gegen Ausfall. Ihr einziger Nachteil ist ihre, selbst für ein Düsenflugzeug der 1950er-Jahre, enorme Lautstärke aufgrund des lauten hochfrequenten Tons der Triebwerke, was ihr den Spitznamen „Tweety Bird“ einbrachte.

## Bewaffnung
Die T-37A und T-37B waren reine Düsentrainer und daher unbewaffnet.
Die Exportversion T-37C hatte an zwei Pylonen Platz für je eine General Electric-Maschinenkanone mit 200 Schuss vom Kaliber 12,7 mm, zwei 70-mm-Raketen oder für bis zu vier (Übungs-)Bomben.

## Nutzerstaaten
- Bangladesch: 30
- Brasilien: 65 T-37C (später kamen 30 von ihnen nach Südkorea und 12 nach Paraguay)
- Chile: 20 T-37B und 12 T-37C
- Ecuador: 10 T-37B
- Deutschland: 47 T-37B gekauft; alle außer Dienst gestellt
- Griechenland: 8 T-37B und 24 T-37C
- Kambodscha: 4 T-37B
- Kolumbien: 4 T-37B und 10 T-37C
- Jordanien: 15 ehemalige US-T-37B
- Marokko: 14
- Myanmar: 12 T-37C
- Pakistan: 24 T-37B und 39 T-37C seit 1962 im Einsatz
- Peru: 32 T-37B
- Portugal: 30 T-37C
- Südkorea: 25 T-37C und später 30 T-37C aus Brasilien
- Südvietnam: 24 T-37B
- Thailand: 10 T-37B und 6 T-37C
- Türkei: 50 T-37C
- Vereinigte Staaten
- Vietnam: erbeutete T-37 der ehem. Südvietnamesischen Luftwaffe

### Einsatz für die deutsche Luftwaffe
Die offiziell der Bundeswehr gehörenden T-37B flogen mit USAF-Kennzeichen, da sie in den USA auf der Sheppard Air Force Base (Texas) stationiert waren. Dort erhalten die deutschen Flugschüler, seit der Ausmusterung der T-37 auf der Beechcraft T-6, innerhalb von 55 Kalenderwochen im Rahmen des Euro NATO Joint Jet Pilot Training, kurz ENJJPT, ihre fliegerische Ausbildung. Die Verantwortung für die Ausbildung liegt in den Händen der 80th Flying Training Wing der USAF.

### Einsatz in Portugal
Die portugiesischen Exemplare gehörten seit 1977 auch den Asas de Portugal (Flügel von Portugal), dem portugiesischen Kunstflugteam, an.

## Zukunft
Nach über 40 Jahren im Dienst werden die T-37 nun langsam ausgemustert.
Sie werden durch die Beechcraft T-6A Texan II, ein Turboprop-Flugzeug mit moderner Avionik, ersetzt.

## Technische Daten
| Daten                                | T-37A                      | T-37B                       | T-37C                       |
| ------------------------------------ | -------------------------- | --------------------------- | --------------------------- |
| Aufgabe                              | Unterschall Schulflugzeug  | Unterschall Schulflugzeug   | Unterschall Schulflugzeug   |
| Hersteller                           | Cessna                     | Cessna                      | Cessna                      |
| Besatzung                            | Ausbilder und Schüler      | Ausbilder und Schüler       | Ausbilder und Schüler       |
| Länge                                | 8,92 m                     | 8,92 m                      | 8,92 m                      |
| Höhe                                 | 2,80 m                     | 2,80 m                      | 2,80 m                      |
| Spannweite                           | 10,26 m                    | 10,26 m                     | 10,26 m                     |
| Spurweite                            | 4,28 m                     | 4,28 m                      | 4,28 m                      |
| Radstand                             | 2,36 m                     | 2,36 m                      | 2,36 m                      |
| Flügelfläche                         | 17,09 m²                   | 17,09 m²                    | 17,09 m²                    |
| Flügelstreckung                      | 6,2                        | 6,2                         | 6,2                         |
| Leermasse                            | 1.755 kg                   | 1.755 kg                    | 1.755 kg                    |
| max. Startmasse                      | 2.903 kg                   | 2.995 kg                    | 3.630 kg                    |
| Höchstgeschwindigkeit in 7620 m      | ? km/h                     | 684 km/h                    | 647 km/h                    |
| Marschgeschwindigkeit in 7620 m      | ? km/h                     | 612 km/h                    | 574 km/h                    |
| Überziehgeschwindigkeit              | ? km/h                     | 134 km/h                    | 143 km/h                    |
| Dienstgipfelhöhe                     | ? m                        | 10.700 m                    | 9.115 m                     |
| Steigrate                            | ? m/s                      | 17,3 m/s                    | 10,7 m/s                    |
| Startstrecke über ein 15-m-Hindernis | ? m                        | 760 m                       | 840 m                       |
| Landestrecke über ein 15-m-Hindernis | ? m                        | 775 m                       | 1.035 m                     |
| Reichweite                           | ? km                       | 1.065 km                    | 1.515 km mit Flügelendtanks |
| Triebwerk                            | 2 × YJ69-T-9 mit je 4,1 kN | 2 × J69-T-25 mit je 4,56 kN | 2 × J69-T-25 mit je 4,56 kN |